# Кльон (Щиценський повіт)
Кльон (пол. Klon, нім. Liebenberg) — село в Польщі, у гміні Розоги Щиценського повіту Вармінсько-Мазурського воєводства.
Населення — 434 особи (2011).

## Демографія
Демографічна структура станом на 31 березня 2011 року:
|          | Загалом | Допрацездатний вік | Працездатний вік | Постпрацездатний вік |
| -------- | ------- | ------------------ | ---------------- | -------------------- |
| Чоловіки | 224     | 51                 | 153              | 20                   |
| Жінки    | 210     | 58                 | 115              | 37                   |
| Разом    | 434     | 109                | 268              | 57                   |